# Lezest
Lezest románul: Lăzești, falu Romániában, Erdélyben, Fehér megyében. Közigazgatásilag Aranyosfő községhez tartozik.

## Fekvése
Aranyosfő mellett fekvő település.

## Története
Lezest korábban Aranyosfő része volt 1956-ban 127 lakossal. Különvált Botesbánya, (Dobrești később Totești része lett), Florești, Lăzești, Maței, Coțoci és Trifeşti; utóbbi kettő később visszakerült.
1966-ban 165, 1977-ben 161, a 2002-es népszámláláskor 106 román lakosa volt.